# Fernando Jaramillo Valderrama
Fernando Jaramillo Valderrama (Santiago, 28 de abril de 1892-14 de julio de 1966) fue un político chileno.

## Primeros años
Nació en 1892, hijo de José Domingo Jaramillo Urzúa y Jesús Valderrama Lira. Estudió en el Instituto Nacional en Santiago.
Se inició muy joven en la administración pública como empleado de la Caja de Crédito Hipotecario y posteriormente ingresó a la secretaría de la Cámara de Diputados, donde permaneció unos ocho años y conoció los resortes parlamentarios y a quienes sabían manejarlos y dirigirlos; llegó a ser prosecretario de Comisiones.

## Carrera política
En 1924 presentó su candidatura a diputado por La Victoria, Melipilla y San Antonio, apoyado por el Partido Liberal (PL) y fue elegido para el periodo 1924-1927. Fue miembro de la Comisión Permanente de Gobierno y de la de Policía Interior. El Congreso fue disuelto el 11 de septiembre de ese año, por Decreto de la Junta de Gobierno. Cerradas las aulas parlamentarias, recurrió a la prensa para defender sus ideas; colaboró en La Nación.
Posteriormente, fue nombrado director de la junta ejecutiva del PL.
En 1925 fue inspector general de consulados. En junio de ese mismo año se fue al extranjero y regresó en 1926. En diciembre de 1926 sonó su nombre como probable sucesor de Manuel Rivas Vicuña en la diputación por Curicó.
En mayo de 1929 fue designado intendente de Colchagua, cargo al que renunció en octubre de 1930. Luego fue alcalde de Rancagua y más tarde, intendente de Santiago, hasta el 28 de junio de 1932, sucedido por Jorge Cash. En ese año fue designado conservador del Registro Civil, hasta el año 1939.
En el año 1946 fue designado por el gobierno en el cargo de vicepresidente ejecutivo de la Caja de Accidentes del Trabajo, donde se desempeñó hasta 1953.